# فيليب لي (لاعب دوري الرغبي)
فيليب لي (بالإنجليزية: Phillip Lee)‏ هو لاعب دوري الرغبي أسترالي، ولد في 12 فبراير 1977 في بريزبان في أستراليا.